# Orheiul Vechi
Koordinaten: 47° 19′ N, 28° 58′ O
Orheiul Vechi (rumänisch, „Alt-Orhei“, wörtlich „das alte Orhei“) ist ein archäologischer Fundort, ein historisches Siedlungsgebiet, ein kulturelles und ein landschaftliches Schutzgebiet südöstlich der Stadt Orhei im Zentrum der Republik Moldau. Die Gegend ist seit der Steinzeit besiedelt und stellt mit der Kombination aus spätmittelalterlichen Ausgrabungen, einem Ende des 17. Jahrhunderts gegründeten orthodoxen Höhlenkloster und der besonderen Landschaft im Flusstal des Răut die bekannteste Sehenswürdigkeit des Landes dar. Das rund 6000 Hektar große Gebiet, zu dem die drei Dörfer Trebujeni, Butuceni und Morovaia gehören, ist die einzige nominierte kulturelle Welterbestätte Moldaus und steht seit 2007 auf der Tentativliste der UNESCO. Seit 2009 ist Orheiul Vechi ein staatlich anerkanntes Kultur-Naturschutzgebiet.

## Lage

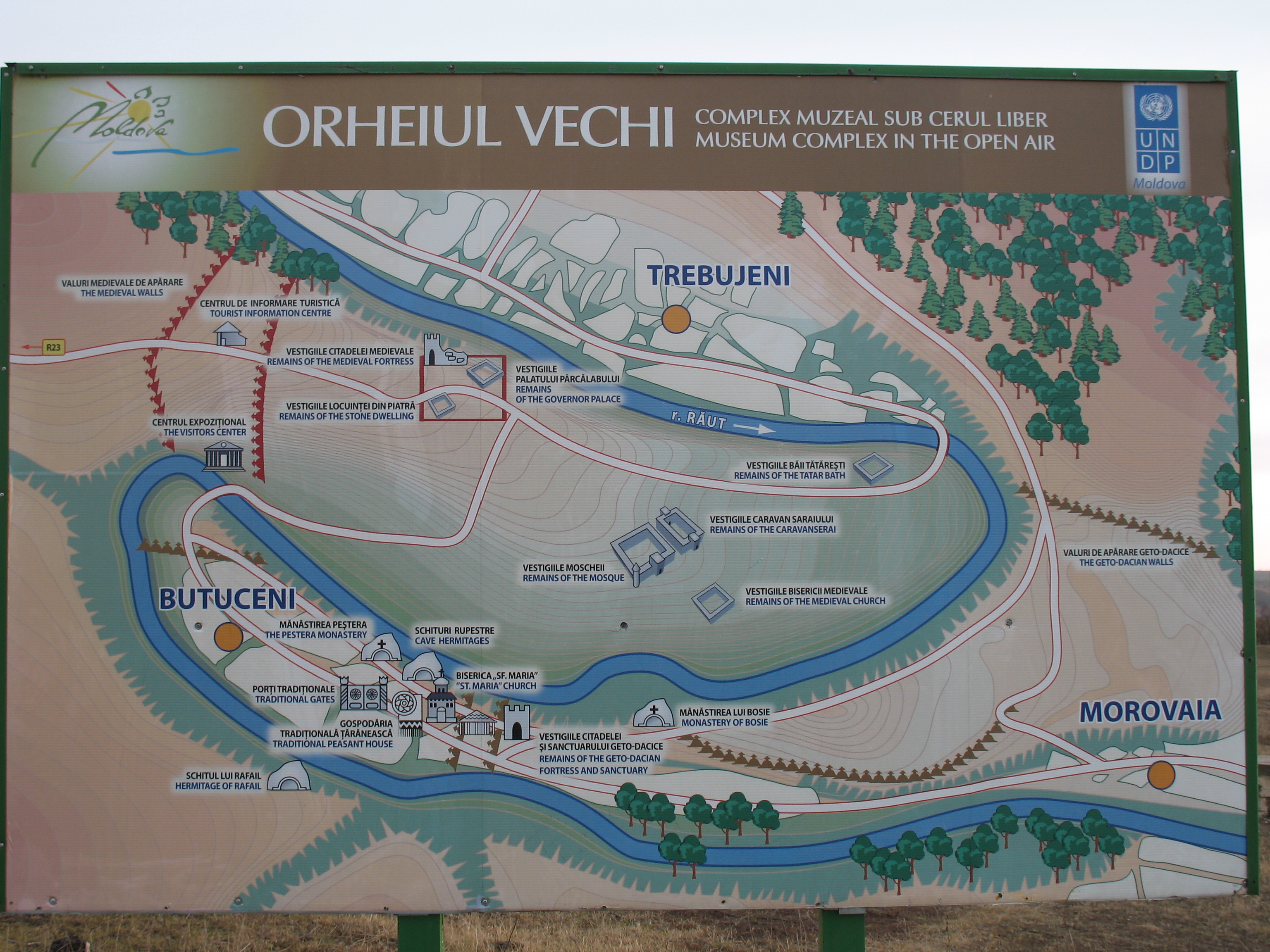
Plan mit Sehenswürdigkeiten

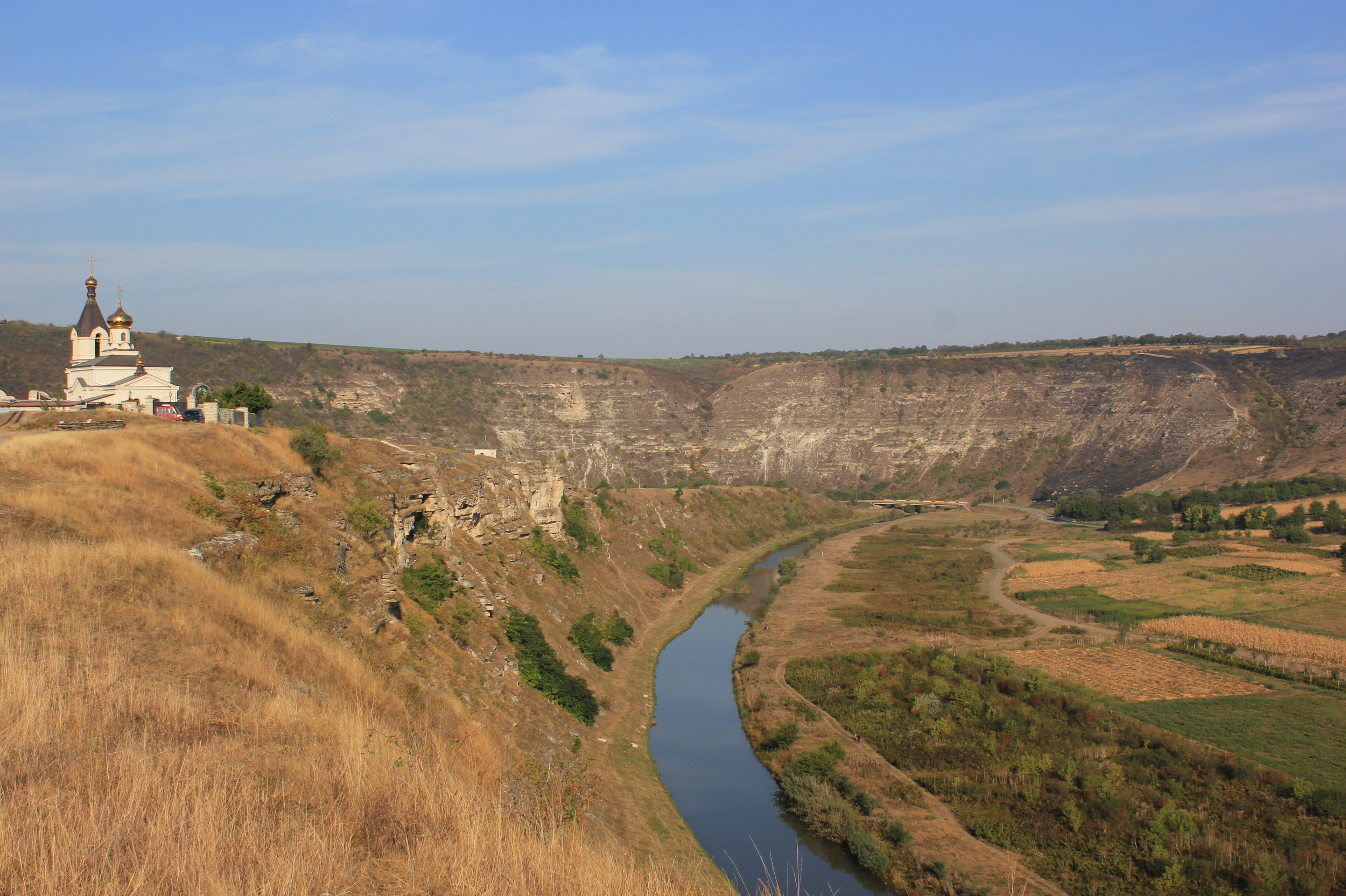
Butuceni-Hügel nach Westen. Links die Marienkirche von 1904. Rechts der Brücke über den Răut hinter Bäumen versteckt das Hotel (im Plan: The Visitors Center).

Orheiul Vechi liegt 20 Straßenkilometer südöstlich von Orhei, der Hauptstadt des gleichnamigen Landkreises (Rajon Orhei). Von der Landeshauptstadt Chișinău ist Orheiul Vechi auf der Schnellstraße M2 Richtung Norden etwa 50 Kilometer entfernt. Die M2 führt über Orhei weiter nach Soroca. Kurz vor Orhei biegt die Nebenstraße R28 von der M2 nach Osten ab und erreicht über die Dörfer Ivancea und Brănești das Gebiet von Orcheiul Vechi. Dieses befindet sich zur Hälfte im Süden des Landkreises Orhei und im südlich angrenzenden Landkreis Criuleni.
Das Gebiet umfasst bei einer ungefähren Ausdehnung von 3,5 Kilometern in Ost-West-Richtung und 1,5 Kilometern in Nord-Süd-Richtung eine doppelte enge Schlaufe des Răut, der in einem Tal zwischen steilen, mit Gras bewachsenen Hügeln und Kalksteinfelsen Richtung Südosten fließt und schließlich in den Nistru mündet. Geologisch haben sich die bis zu durchschnittlich 300 Meter Höhe erreichenden Kalksteinhügel Moldaus vor rund 14 Millionen Jahren auf dem Boden des Sarmatium (auch „Sarmatisches Meer“) gebildet, das sich von Südosteuropa bis Südrussland erstreckte. Innerhalb dieser geologischen Stufe besteht die so bezeichnete moldauisch-bessarabische Platte im Bereich Nord- und Zentralmoldaus, zu dem Orheiul Vechi gehört, aus leicht verwitterbaren Sedimenten des sarmatischen Miozän, während die flachen Ebenen Südmoldaus durch Ablagerungen aus dem jüngeren Pliozän gebildet werden. Für Răut, Pruth, Nistru und einige kleinere Nebenflüsse, die alle nach Südosten fließen, sind tiefeingeschnittene Täler charakteristisch. An deren Hängen treten zwischen weichen tonigen und sandigen Schichten und Konglomeraten an manchen Stellen ältere Gesteine wie kreidezeitliche Kalke oder noch ältere Granite hervor. Solche formenreich strukturierten Bodenoberflächen in Flusstälern, für die Orheiul Vechi exemplarisch steht, heben sich deutlich von den ansonsten vorherrschenden, eher monotonen flachhügeligen Steppengrasflächen und Äckern ab. Auf den Feldern mit fruchtbaren Chernozem-Böden werden hauptsächlich Weizen, Mais, Sonnenblumen und an sonnenexponierten Hängen auch Weintrauben angebaut. Die durchschnittlichen Jahresniederschläge von 500 Millimetern fallen vor allem im Juni und Juli.
Der in diesem Bereich 15 bis 20 Meter breite Fluss schlängelt sich zwischen zwei in Ost-West-Richtung verlaufenden Hügeln. Die von Westen kommende Fahrstraße erreicht als erstes die Reste der spätmittelalterlichen Festung am höchsten Punkt der etwa zwei Kilometer langen und bis zu 700 Meter breiten Peștere-Landzunge und führt weiter hinab an den sorgfältig präparierten Mauern des Tataren-Badehauses vorbei bis zur Brücke über den Răut. Nördlich der Brücke beginnt das größte der drei Dörfer, Trebujeni, das sich gut zwei Kilometer am Fluss entlang ausdehnt. Die bei der Festung auf dem Hügel Peștere („Höhlen“) nach Süden abzweigende Straße führt hinunter zu einer anderen Flussbrücke und zum Dorf Butuceni, das sich südlich des Butuceni-Hügels erstreckt. Dieser bildet eine drei Kilometer lange Landzunge, die an ihrem Ostende 300 Meter Breite und 120 Meter Höhe über dem Flusstal erreicht. Als östliche Verlängerung von Butuceni folgt flussabwärts die kleine Siedlung Morovaia. Die außen das Gebiet begrenzenden Hügelzüge heißen von Norden nach Süden Potarca, Selitra und Scoc. Die Grashänge und Felswände der Hügel fallen zum Fluss häufig über 100 Meter steil ab, nur die zentrale Peștere-Landzunge geht flach in die Talsohle über. Eine etwas größere Waldinsel befindet sich im Nordwesten. Der Laubmischwald besteht aus Eichen, Buchen, Eschen und Linden.

## Geschichte
Archäologische Funde verweisen auf eine Besiedelung des Gebietes seit der Altsteinzeit, die auf etwa 500.000 bis 100.000 v. Chr. datiert wird. Der älteste bekannte Lagerplatz im Jungpaläolithikum wird auf 30.000 bis 20.000 v. Chr. datiert.
Es gibt Siedlungsspuren, die der Cucuteni-Tripolje-Kultur (zweite Hälfte 5. Jahrtausend v. Chr.) zugerechnet werden, die zwischen Südosteuropa und Südrussland verbreitet war. Ein nahegelegener Hauptfundort dieser jungsteinzeitlichen Kultur ist Florești. Weitere Funde stammen aus der Bronzezeit (3. bis 2. Jahrtausend v. Chr.), dem Übergang zur Eisenzeit (Chişinău-Corlăteni-Kultur, 12. bis 10. Jahrhundert v. Chr.) und der Eisenzeit (ab dem 8. Jahrhundert v. Chr.), einschließlich der Kultur der Geten (um 400 bis 200 v. Chr.). Das Volk der Geto-Daker bewohnte vom 8./7. Jahrhundert v. Chr. bis zum 3./2. Jahrhundert v. Chr. das Gebiet und hinterließ Spuren einer Festung im Osten des Butuceni-Hügels. Die nachfolgenden Römer gingen bei ihren Eroberungen gewaltsam und sehr gründlich vor, sodass von den dakischen Hügelfestungen allgemein nur wenig übrig blieb.
Ab dem 6. Jahrhundert und vom 10. bis zum 12. Jahrhundert n. Chr. existierten mehrere frühmittelalterliche Dörfer. Es gab fünf Nekropolen, die im 2./1. Jahrhundert v. Chr., 10./11. Jahrhundert n. Chr. und vom 14. bis zum 16. belegt wurden, sowie mehrere, im selben Zeitraum aufeinanderfolgende Festungen und ummauerte Siedlungen.
Die frühesten archäologischen Hinweise auf eine Christianisierung östlich der Karpaten stammen aus der zweiten Hälfte des 3. Jahrhunderts, als Goten in dem Gebiet lebten. Im 4. Jahrhundert hatten die Goten den christlichen Glauben angenommen. Die frühchristliche Besiedlung in Orheiul Vechi wird mit den biographischen Angaben zu einem gewissen Augias aus Edessa in Verbindung gebracht, der vom römischen Kaiser Constantius II. (reg. 337–361) wegen seiner schismatischen Lehre nach Scythia Minor (heute die Region Dobrudscha) verbannt worden sein soll. Von dort soll Augias mit seinen Gefolgsmännern (Akolythen) weiter nach Norden und Osten vorgedrungen sein. Er habe die Kalkfelswände an den Flüssen Pruth und Nistru nach Höhlen untersucht, um dort Behausungen einzurichten. Gewisse christliche Zeichen an den Höhlenwänden im Gebiet von Orheiul Vechi machen eine Besiedlung durch Christen in dieser Zeit wahrscheinlich.

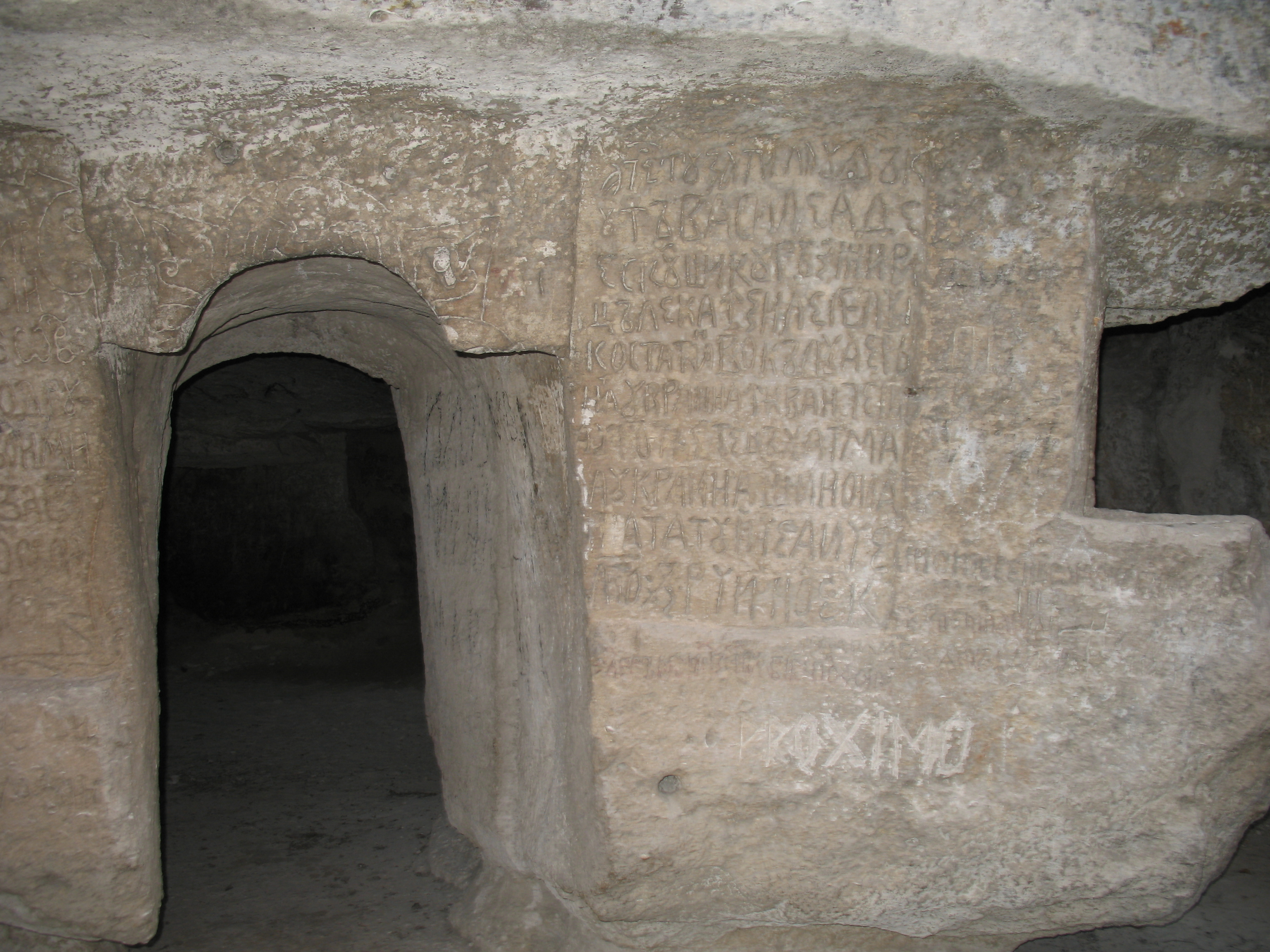
Höhlenkloster von Bosie, vom 15. bis zum 18. Jahrhundert in Gebrauch. Inschrift: „Diese Kirche wurde vom Sklaven Bosie erbaut, dem pârcălab (Statthalter) von Orhei, zusammen mit seiner Frau und seinen Kindern, um Gott zu ehren, damit er seine Sünden vergebe. Selevestru, im Jahr 1665.“

Historisch gesichert sind christliche Einsiedeleien in Höhlen in der Gegend von Orheiul Vechi ab dem 11. Jahrhundert. Die aus der Zeit des 11. bis 13. Jahrhunderts gefundenen einfachen christlichen Kreuze und Enkolpions (Reliquienkapseln) belegen die Existenz einer christlichen Gemeinschaft. Vom 14./15. Jahrhundert bis zum Anfang des 19. Jahrhunderts war die Hochphase der christlichen Höhlenbewohner, als bis zu 400 Mönche in den Felshöhlen gelebt haben sollen.
Die Goldene Horde war ein mittelalterliches mongolisches Großreich, das in den 1230er Jahren seinen Machtbereich bis nach Südosteuropa ausdehnte. In der Schlacht bei Muhi (Muhi im Osten Ungarns) besiegten die Mongolen 1241 ein Heer des ungarischen Königs, überquerten die Donau und drangen bis zur Wiener Neustadt vor. Seit dieser Zeit hielten sich diese in manchen Quellen Tataren genannten Völker auch auf dem Gebiet Moldaus auf, wo sie möglicherweise eine Art städtisches Zentrum anlegten. Während ihrer Herrschaft wurde um 1330 die mittelalterliche Stadt von Orheiul Vechi gegründet, die den Namen Schehr al-Jadid (oder Schehr al-Cedid, „Neue Stadt“) trug und einschließlich der dort bereits vorhandenen Bebauung den gesamten Hügel Prestere ausfüllte. Shehr al-Jadid könnte das regionale Zentrum der Tataren gewesen sein. Es gibt Funde von Münzen, die zwischen 1364 und 1369 in der Stadt geprägt wurden. 1369 räumten die Tataren die Region der heutigen Republik Moldau. Der Schwarze Tod, wie die große Pestepidemie hieß, die sich von 1347 bis 1353 in Europa ausbreitete, trug zur Schwächung der Goldenen Horde an der Schwarzmeerküste bei. In der Schlacht auf dem Kulikowo Pole nahe dem Fluss Don in Südrussland wurde ihr Heer 1380 von den Kiewer Rus vernichtend geschlagen.
Das Fürstentum Moldau, das von etwa 1350 bis 1538 bestand, verteidigte mit einer Reihe von Festungen entlang des Nistru und mit der Festung Orhei am Răut seine Ostgrenze gegen die Tataren. Der moldauische Fürst Ștefan cel Mare (reg. 1457–1504) besiegte 1469 oder 1470 beim Dorf Lipnic im nördlich gelegenen Rajon Ocnița die unter dem Kommando von Akhmat Khan angreifenden Wolga-Ural-Tataren, wobei beide Seiten hohe Verluste erlitten. Dennoch kam es 1499 zu einem Überfall der Tataren, bei dem vermutlich eine Holzkirche niederbrannte. Die Stadt blühte nach der Vertreibung der Tataren im 15. Jahrhundert, namentlich unter den Herrschern Alexandru cel Bun (reg. 1400–1432) und Ștefan cel Mare.
Im ausgehenden 15. Jahrhundert regierten von Ștefan cel Mare eingesetzte Bojaren von der Festung auf dem Hügel Pestere. Die historisch bedeutende Rolle Radu Gangurs und anderer Bojaren ist überliefert. Orhei war der Hauptort des gleichnamigen Verwaltungsbezirks (ținut) und die Residenz dessen Verwalters (pârcălab, „Burggraf“). Die dortige Siedlung scheint um 1510 durch ein Großfeuer stark zerstört worden zu sein. Mitte des 16. Jahrhunderts wurde die Festung aufgegeben. Danach blieb eine dörfliche Siedlung übrig, während die heutige Stadt Orhei wuchs. Anfang des 18. Jahrhunderts war die Siedlung Orhei Vechi verschwunden.
Archäologische Ausgrabungen fanden hauptsächlich zwischen 1947 und 1962 und erneut von 1996 bis 1998 statt. Die erste Phase der Ausgrabungen ab 1947 stand unter der Leitung des Ukrainers Gheorghe Smirnov (1903–1979), der nach der in der Sowjetzeit gängigen Lehrmeinung die slawischen Gemeinsamkeiten der freigelegten Kirchenarchitektur hervorhob und – wie der moldauische Historiker Vlad Ghimpu bemängelt – sich weniger um die spezifische moldauische Bautradition kümmerte. Das Werk der sowjetischen Ausgräber Gheorghe Smirnov und Pavel Bârnea wurde nach der Unabhängigkeit 1991 von anderen Archäologen fortgesetzt, die in Orheiul Vechi Studenten praktisch unterrichteten, finanziell unterstützt von NGOs. Die strategisch günstige Lage zog seit prähistorischer Zeit Siedler an, die sich hier verteidigen konnten. Diese kontinuierliche Besiedlung bewirkte das besondere archäologische und kulturhistorische Interesse an Orheiul Vechi, das auch zum Eintrag auf der Tentativliste der UNESCO führte.

## Ausgrabungsorte und kulturelle Stätten
Die meisten prähistorischen Fundorte, die teilweise lange Zeit besiedelt waren, liegen auf der Peştera-Landzunge. Sie gehören zur spätbronzezeitlichen Noua-Kultur (um 1400 bis 1100 v. Chr.), die in Nordmoldau und den angrenzenden Regionen in Rumänien und Ukraine verbreitet war, zur früheisenzeitlichen Saharna-Coiza-Kultur (um 900 bis um 800 v. Chr.) zwischen Siret und Nistru und zur Tschernjachow-Kultur (Sântana de Mureș-Cerneahov, um 200 bis um 400 n. Chr.).
Die ältesten archäologischen Spuren auf dem Butuceni-Hügel stammen aus der Cucuteni-Kultur (5. bis 4. Jahrtausend v. Chr.). Reste der Saharna-Coiza-Kultur wurden im Bereich der heutigen Kirche auf der Hügelspitze gefunden. Zwischen etwa 500 und 300 v. Chr. hatten Geten dort eine stark befestigte Siedlung angelegt. Mit einer Größe von 3000 × 100 Metern umfasste sie den gesamten Hügel und war eine der größten von Geten angelegten Siedlungen. Die steilen Längsflanken des Hügels boten einen natürlichen Schutz. Zusätzlich war die Siedlung durch mehrere aufeinanderfolgende Gräben und mit aus Erde, Steinen und Holzstämmen aufgeschichtete Wälle gesichert. Die getische Festung im oberen Bereich des Hügels war in einem Oval von einem Holzzaun umgeben, der 215 Meter lang war und an der breitesten Stelle 60 Meter maß. Die Festung war ein militärisches, wirtschaftliches und religiöses Zentrum. Hier befand sich das älteste bekannte kreisförmige Heiligtum der Geten. In der Ebene südlich der Festung gab es an der Stelle des heutigen Dorfes Butuceni eine kleinere getische Siedlung, die in das 5. bis 3. Jahrhundert v. Chr. datiert wird.

### Frühmittelalterliche Dörfer
Im Rajon Orhei wurden zahlreiche frühmittelalterliche Siedlungen ausgegraben, unter anderem in der Gemeinde Selişte wenige Kilometer südwestlich der Stadt Orhei. Beim gleichnamigen Dorf dieser Gemeinde liegen die Ausgrabungsorte Selişte Vatici, wo eine Festung und eine Nekropole vom 5. bis 7. Jahrhundert existierte, Selişte La Rascruce mit einer Siedlung in derselben Zeit über älteren Siedlungen ab dem 12. Jahrhundert v. Chr. und Selişte Sat, eine vom 5. bis zum 11. Jahrhundert bewohnte Siedlung über einer Schicht der Noua-Kultur vom 14. bis zum 12. Jahrhundert v. Chr. Ein anderes Dorf der Gemeinde Selişte ist Lucăşeuca, wo eine vom 8. bis zum 14. Jahrhundert bestehende Siedlung mit einer befestigten Anlage aus dem 10. bis 12. Jahrhundert untersucht wurde. Beim Dorf Ivancea der gleichnamigen Gemeinde an der von Westen nach Trebujeni führenden Zufahrtsstraße wurden in Cotuliazului drei Siedlungsschichten vom 6. bis zum 13. Jahrhundert festgestellt. Hier (300 Meter südöstlich von Ivancea) reichen die Funde bis ins 4./3. Jahrtausend v. Chr. zurück. 1,3 Kilometer nördlich von Ivancea, am Ort Fundul Văii gab es über einer geto-dakischen Siedlung des 4./3. Jahrhunderts v. Chr. eine 1993 entdeckte frühmittelalterliche Siedlung aus dem 10. bis 12. Jahrhundert.
1,5 Kilometer nordöstlich vom südöstlichen Ende Trebujenis liegt die 1953 entdeckte frühmittelalterliche Siedlung Pădurea Ţiganca aus dem 6. und 7. Jahrhundert. Am rechten Ufer eines in den Răut fließenden Baches wurden handgeformte Topfscherben gefunden. Die 1955 entdeckte Stätte Selitra liegt vier Kilometer nordnordwestlich von Trebujeni. Zu beiden Seiten eines Baches, der sich hier zu einem See staut, wurden handgeformte Tonwaren aus dem 8. und 9. Jahrhundert über Resten der Tschernjachow-Kultur des 3. bis 4. Jahrhunderts gefunden. Der 1950 und 1998 untersuchte Ausgrabungsort Gura Selitrei liegt 1,5 Kilometer nordwestlich von Trebujeni und auf halbem Weg zum Dorf Furceni am rechten Ufer des Răut. Dort wurden unterhalb der geto-dakischen Festung Trebujeni-Potarca (5. bis 2. Jahrhundert v. Chr.) Tonwaren aus dem 10. bis 12. Jahrhundert, eine Töpferscheibe und ein Schmiedeplatz freigelegt.
Von der Ortsmitte Trebujenis 1,5 Kilometer nach Norden befand sich an einer Scoc genannten Stelle am rechten Ufer des Răut, heute auf einem Acker am Rand eines Wäldchens, eine geto-dakische Siedlung aus dem 4./3. Jahrhundert v. Chr. Darüberliegende Siedlungsspuren werden vom 4. bis ins 11. Jahrhundert datiert. Der Ort wurde 1946 von Gheorghe Smirnov entdeckt und auf einer kleinen Fläche in den 1950er Jahren freigelegt. Durch weitere Ausgrabungen, die von 1982 bis 1988 auf 9360 Quadratmetern stattfanden, konnten über 300 Gebäude aus dem 6. bis 10. Jahrhundert identifiziert werden, zusammen mit 41 Tonbrennöfen und 17 Eisenschmieden.
Fântâna Joei heißt ein 2,5 Kilometer nördlich von Trebujeni nahe dem Fahrweg nach Susleni gelegener Ort, der 1947 von Smirnov und 1954, 1956 und 1961 von unterschiedlichen Teams ausgegraben wurde. Über der Schicht einer thrakischen Siedlung der Saharna-Solonceni-Kultur (8. bis 7. Jahrhundert v. Chr.) folgte eine geto-dakische Siedlung (4. bis 3. Jahrhundert v. Chr.), Siedlungen der Poienești-Lucașeuca-Kultur (2. bis 1. Jahrhundert v. Chr.) und der Tschernjachow-Kultur (3. bis 4. Jahrhundert) und ein mittelalterliches Dorf des 10. bis 12. Jahrhunderts. Aus letzterem stammen gedrehte Tonwaren, eine Töpferscheibe und gelb-rote Tonwaren der Tataren des 14. Jahrhunderts.
Auf der Peștere-Landzunge wurden Schichten der Bronzezeit, der Chișinău-Corlăteni-Kultur (12. bis 10. Jahrhundert v. Chr.), der geto-dakischen Poienești-Lucașeuca-Kultur (2. bis 1. Jahrhundert v. Chr.) sowie der mittelalterlichen Städte Schehr al-Jadid (14. Jahrhundert) und Orhei (15. bis 17. Jahrhundert) gefunden. Die frühmittelalterliche Siedlung lag im Westen der Peștere-Landzunge nördlich gegenüber dem Höhlenkloster von Butuceni und maß 350 × 250 Meter. Vom 10. bis zum 13. Jahrhundert diente eine aus Holz und Lehm gebaute Festung oberhalb auf dem Hügel als Schutz für die Bevölkerung in Kriegszeiten. Die gefundenen Werkzeuge, Tonwaren, Schmuckstücke und steinernen Brennöfen werden vom 5. bis zum 14. Jahrhundert datiert.

### Festung von Schehr al-Jadid

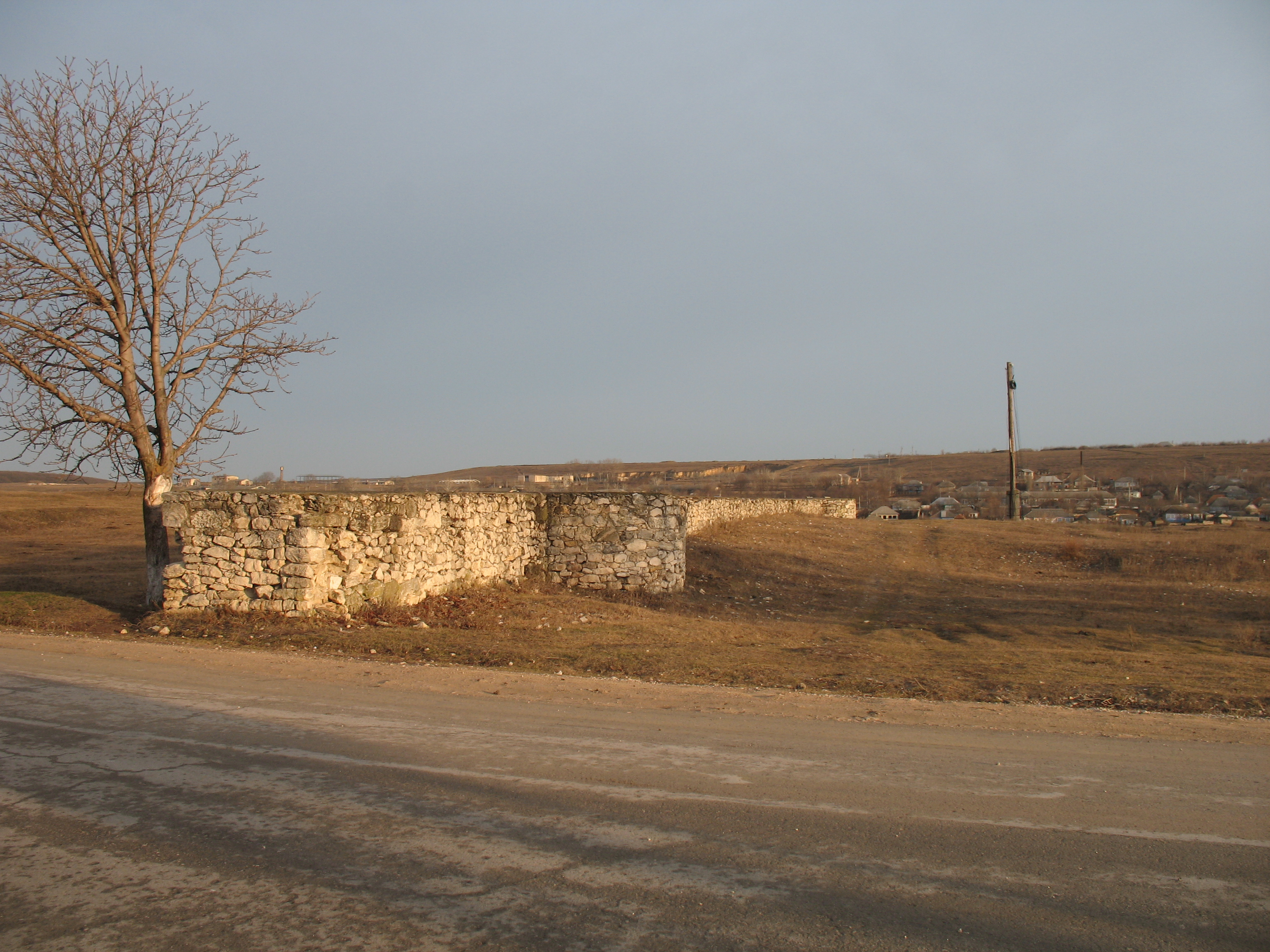
Östliche Umfassungsmauer der mittelalterlichen moldauischen Zitadelle, 14. bis Mitte 16. Jahrhundert, auf der Peștere-Landzunge.

Die mittelalterliche tatarische Stadt Schehr al-Jadid auf dem höchsten Teil des Peștere-Hügels diente als regionales Verwaltungszentrum. Da die Landzunge auf drei Seiten vom Fluss umgeben ist, wurde nur die ungeschützte Westseite des Hügels durch zwei parallele Wälle gesichert, die beide Flussschleifen miteinander verbanden. Der äußere Wall war rund 570 Meter lang mit einem 10 bis 12 Meter breiten vorgelagerten Graben. Von diesem Wall ist ein 2,5 bis 3 Meter hohes Teilstück im Süden erhalten. Der zweite Wall war ähnlich lang und 6 bis 8 Meter hoch. Beide wurden 1510 bei einem Angriff von Krimtataren zerstört. Die äußeren Umfassungsmauern der befestigten Stadt bilden ein Rechteck, das heute von der Zufahrtsstraße durchschnitten wird. Ausgrabungen fanden in den 1950er und 1980er Jahren statt. Die Umfassungsmauern wurden teilrestauriert und sind bis zu einer gleichbleibenden Höhe erhalten.
Die Steinmauern der in den 1360er Jahren erbauten Zitadelle umgaben eine trapezförmige Fläche von maximal 127 × 92 Metern und wurden durch vier kreisrunde Ecktürme verstärkt. Nach dem Abzug der Goldenen Horde 1369 übernahm ein Statthalter des moldauischen Fürsten die Wiederherstellung und den Ausbau der Anlage.
Unter Ștefan cel Mare wurde die Festung (cetatea) in der zweiten Hälfte des 15. Jahrhunderts zum Amtssitz eines moldauischen Bojaren. 1470 wird erstmals in den Quellen ein Burggraf (pârcălab) von Orhei erwähnt. Von dessen Palast, der sich nahe der nördlichen Umfassungsmauer befand, ist heute bis auf ein Mauergeviert an der Nordostecke nichts mehr zu sehen. Nach den Ausgrabungen wurde der Bereich mit Erde abgedeckt. Anfang des 14. Jahrhunderts stand an dieser Stelle ein muslimisches Mausoleum mit einer Krypta. 1366 wurde das Gebäude zum Palast des Statthalters umfunktioniert, bevor es zum Amtssitz des Burggrafen erweitert wurde. Der Palast bestand aus einem unterirdischen Raum aus wiederverwendeten Steinblöcken, die von einem älteren Gebäude aus der Zeit der Goldenen Horde stammten. Darüber war ein Geschoss aus Ziegeln mit 26 Räumen errichtet.
Im Westen des Zitadellenhofs wurde ein Steingebäude freigelegt, das vom Anfang des 15. bis etwa zum Anfang des 16. Jahrhunderts in Benützung war. Von dem einst zweigeschossigen Bau blieb das bis zu 3,2 Meter tief in den Kalksteinfelsen eingegrabene Untergeschoss bis zu einer Wandhöhe von 2 Metern erhalten. Auf der 10,6 × 6,4 Meter großen Grundfläche wurden am Boden acht Feuerstellen und ein Ziegelbrennofen erkannt. Erhaltenen Holzresten zufolge wurden der Boden des oberen Stockwerks und das Dach von 16 Holzsäulen getragen.

### Tatarisches Bad

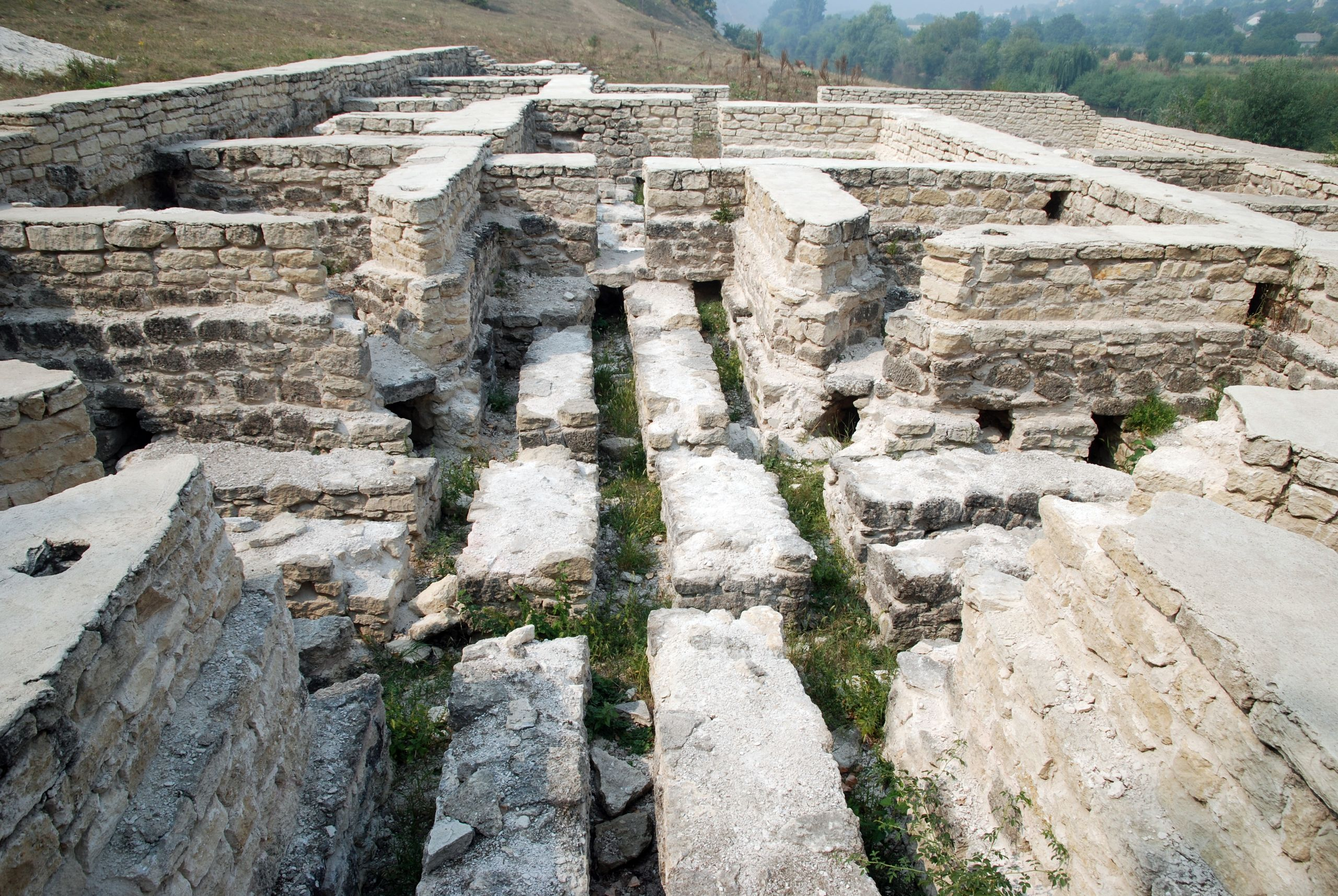
Tatarisches Badehaus von Osten

Die markanteste archäologische Stätte von Orheiul Vechi ist das tatarische Badehaus (lokal feredeu genannt) an der Straße nahe der Spitze der Peștere-Landzunge. Das 37 × 21 Meter große Steingebäude wurde erstmals von Gheorghe Smirnov ab 1947 ausgegraben. Es besaß ein von römischen Bädern übernommenes Funktionsprinzip und möglicherweise für Männer und Frauen getrennte Bereiche. Der Eingang im Westen führte zunächst in den Umkleideraum, der auch als Ruheraum fungierte. Dahinter folgten zwei getrennte Waschbereiche und weiter zwei kreuzförmige beheizte Räume mit vier angeschlossenen Kammern für Schwitzkuren, die augenscheinlich als Massageräume dienten und deshalb als „Hammam“ bezeichnet werden. Die Luftwärme wurde durch ein Hypokaustum im Boden erzeugt.
Außer diesem Bad gab es zwei weitere kleinere Bäder im Süden der Landzunge am Flussufer, von denen kaum noch etwas zu erkennen ist.

### Moschee, Karawanserei und Kirche
Auf den leicht nach Süden geneigten Wiesen und von Feldern umgeben befinden sich in der Mitte zwischen der Festung, dem tatarischen Bad und dem Südufer der Peștere-Landzunge die Mauerreste dreier Gebäude, die bis zu 1,5 Meter Höhe restauriert wurden. Die Moschee bildete ein Rechteck von 58 × 52 Metern und war mit der Längsachse nach Süden ausgerichtet. Der Zugang erfolgte durch ein Portal an der Nordseite, an der Nordostecke stand ein Minarett.
Die Moschee wird ins 14. Jahrhundert, in die Zeit der Goldenen Horde datiert, ebenso wie die wenige Meter östlich gelegene Karawanserei, die ein Rechteck von 56 × 27 Meter bildete. Jeweils ein aufwendig gestaltetes Eingangsportal führte von Norden und Süden in den Innenhof.
Die kleine einschiffige Kirche südlich der Karawanserei maß 16,5 × 6,5 Meter. Eine hufeisenförmige Apsis trat weit über die Ostwand hinaus. In zwei Gräbern unter dem Kirchenschiff waren ein Mann und eine Frau in mit Gold besetzten Kleidern bestattet. Sie waren vermutlich die Stifter der Kirche, die vom 14. bis zum 16. Jahrhundert in Gebrauch war. Wegen ihrer archaischen Form dürfte sie zu den ältesten Kirchen in der gesamten Region östlich der Karpaten gehören. In der Umgebung wurde ein christlicher Friedhof entdeckt; einige Grabsteine tragen kyrillische Inschriften.

### Höhlenkloster und Butuceni-Landzunge

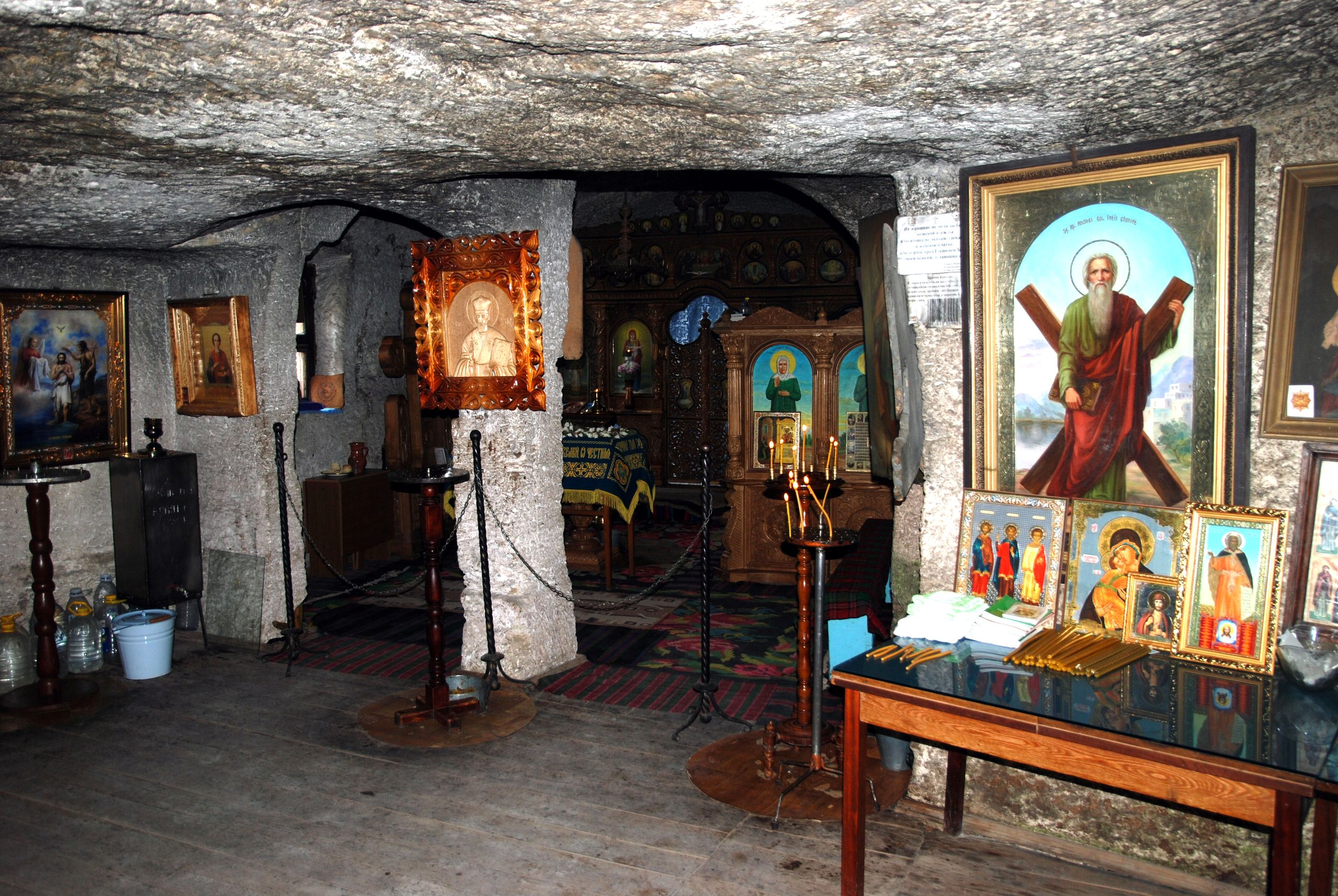
Höhlenkloster. Hauptraum, dahinter die Kapelle

Der Butuceni-Hügel gilt nach Jahrhunderte alter Tradition bis heute als heiliger Ort. Das vermutlich um 1675 gegründete Höhlenkloster (Mănăstirea Peștera) auf dem Butuceni-Hügel zieht die meisten Besucher auf dem Gebiet von Orheiul Vechi an. Zu dem Höhlenkomplex, der sich etwa 50 Meter über dem Fluss in der Felswand befindet, gehören eine Kapelle und mehrere angrenzende Mönchsklausen. Der Zugang erfolgt von oben durch einen Tunnel, der 1820 gegraben wurde, als das Höhlenkloster die Funktion einer Gemeindekirche übernahm. Zuvor gab es sehr steile Pfade, die vom Flussufer heraufführten und heute durch Erdabtragungen verschwunden sind. Von fern ist der Zugang durch einen kleinen Glockenturm lokalisierbar, der 1890 daneben errichtet wurde. Die Höhlenkirche ist der Maria geweiht; der unterirdische Sakralbereich ist in einen Hauptraum und eine an der Ostseite abgehende Kapelle aufgeteilt. Die Decke des Hauptraums ist annähernd flach, diejenige der Kapelle elliptisch gewölbt. Ein Durchgang mündet auf einen Balkon in der Felswand, von dem sich ein Ausblick über den Fluss bietet.
Gegenüber der Kapelle führen einige Stufen hinunter zu einer großen Höhle mit niedriger Flachdecke. Trennwände an beiden Längsseiten teilten die elf zum Raum offenen Mönchszellen voneinander ab. Die Zellen dienten den Mönchen bis 1816 als Unterkunft. Weitere Mönchszellen gab es an mehreren Stellen in den übrigen Kalkfelsen am Flussufer. Das Höhlenkloster von Bosie befindet sich östlich der Marienkirche.
Wenige Meter oberhalb des Glockenturms steht ein steinernes Kreuz aus dem 18. Jahrhundert, dem im Volksglauben eine heilende und wunscherfüllende Wirkung zugesprochen wird. Weiter nach Osten wurde 1904 am höchsten Punkt des Hügels im Bereich der verschwundenen geto-dakischen Festung eine Marienkirche (Biserica Sfanta Maria) im neorussischen Stil erbaut. Der Glockenturm ist im unteren Geschoss quadratisch und darüber achteckig. Sein Zeltdach wird von einer Zwiebelkuppel bekrönt. Die sorgfältig renovierte Kirche ist von einer gepflegten Gartenanlage, Nebengebäuden und einer Klostermauer umgeben.

## Gemeinde Trebujeni
Trebujeni heißt sowohl die aus den drei Dörfern bestehende Gemeinde, als auch der auf Landkarten verzeichnete Hauptort. Bei der Volkszählung 2004 lebten in allen drei Dörfern zusammen 1912 Einwohner, davon allein in Trebujeni 1449, in Butuceni 239 und in Morovaia 224. Davon bezeichneten sich insgesamt 1877 als Moldauer, 10 als Rumänen, 10 als Ukrainer, 8 als Russen und 2 als Gagausen. Um 2012 betrug die Einwohnerzahl rund 2100. Die Dörfer bestehen überwiegend aus Gehöften in Hausgärten entlang einer Hauptstraße. Bis auf sehr vereinzelte Gebäude aus dem 19. Jahrhundert stammen die meisten Häuser aus der Zeit nach dem Zweiten Weltkrieg bis zur Jahrtausendwende.
Die Bevölkerung lebt zum überwiegenden Teil von der Landwirtschaft. Um 2010 arbeiteten statistisch 84,8 Prozent der Arbeitskräfte im Gebiet Orheiul Vechi in der Landwirtschaft, 10 Prozent im Bildungsbereich, 1,9 Prozent in Handel und Dienstleistung und 1,7 Prozent in der öffentlichen Verwaltung. Auch wenn Orheiul Vechi als die bekannteste kunstgeschichtliche und volkskundliche Sehenswürdigkeit des Landes gilt, steckt die touristische Infrastruktur noch in den Anfängen. Moldau stellt insgesamt nach Vergleichsdaten von 2005 unter den Transformationsländern der ehemaligen Sowjetunion in Europa das Schlusslicht beim Ausländertourismus dar (gemessen an der Zahl der Hotelübernachtungen). Trebujeni und Buticeni verfügen zusammen über etwa zehn Übernachtungsmöglichkeiten, die meisten sind Familienpensionen im Dorf Trebujeni, bei denen einige Zimmer eines Privathauses oder eines Gehöftes als Gästezimmer eingerichtet wurden. Hinzu kommen ein Hotel am Ortseingang von Butuceni und eine Agro Pensiunea (Bauernhof-Pension) mit gehobenem Standard in der Ortsmitte von Butuceni.
Von den neun Lebensmittelgeschäften der Gemeinde befinden sich die meisten in Trebujeni; Butuceni hat drei kleinere Läden mit einem knappen Warenangebot. Die Schulausbildung ist in Trebujeni bis zur Sekundarstufe möglich. In jedem der drei Dörfer gibt es ein Kulturhaus. Trebujeni besitzt außer den Unterkünften keine touristischen Angebote. Die mehrmals täglich nach Chișinău und Orhei verkehrenden Kleinbusse (Marschrutka) fahren den Hauptplatz nahe der Kirche in der Ortsmitte von Trebujeni und den Platz an der Brücke beim Ortseingang von Butuceni an.

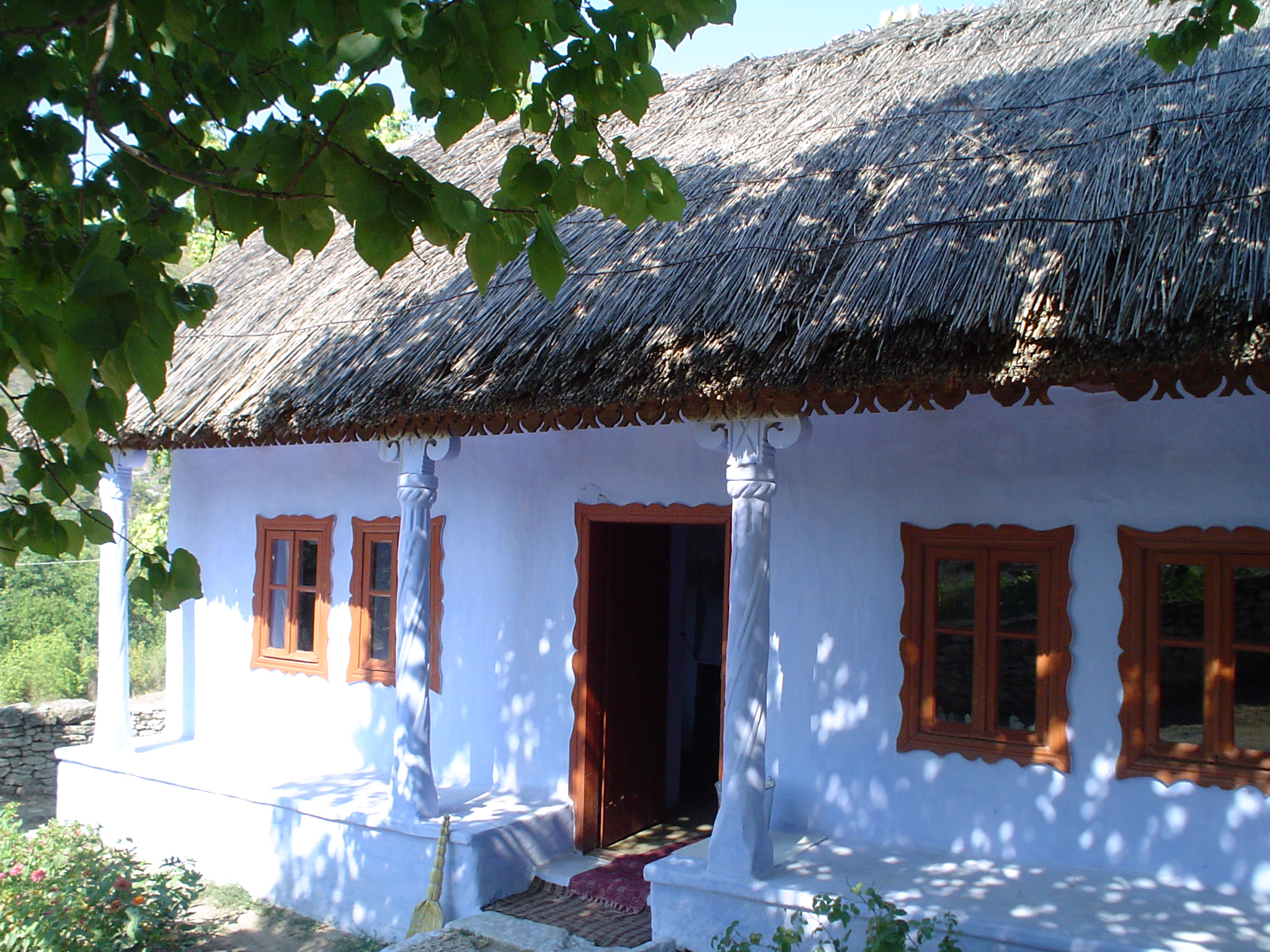
Butuceni. Wohnhaus im Dorfmuseum

Einige Häuser entlang der Hauptstraße in Butuceni sind als Museumsdorf hergerichtet. In einem Hausmuseum werden Funde aus der Umgebung seit der Antike präsentiert (Töpferei, Waffen und Volkstradition). Dies ist die einzige derartige touristische Aufbereitung eines Dorfes in Moldau, sie soll die überlieferte bäuerliche Lebensweise zeigen.
Ein traditionelles Gehöft (rumänisch gospodărie țărănească) besteht aus einem ummauerten oder umzäunten Hof, der durch ein repräsentatives überdachtes Tor betreten wird. Die Tür zum Hauptwohnhaus mit der guten Stube (casa mare) befindet sich in der Mitte der Längsseite, an der eine Veranda vorgelagert ist. Das früher meist mit Schindeln gedeckte Walmdach überdeckt auch die Veranda und wird dort von einer Reihe Holzstützen getragen. Hinzu kommen landwirtschaftliche Nebengebäude und gegebenenfalls kleinere Wohnhäuser mit einfachen Kammern, darunter in Butuceni ein Sommerhaus, das wegen der Hitze im Sommer teilweise in den Boden gebaut ist. Bis ins 18. Jahrhundert bestanden die Häuser auf dem Land aus Holz oder Lehm, ab dem 19. Jahrhundert wurden sie mehr und mehr aus Feldsteinen gemauert. Unverzichtbar für die Vorratshaltung ist ein separater unterirdischer Keller, der von einer Holztür verschlossen ist. Ferner gehören ein Küchenofen im Freien (loznița) und eine Getreidemühle zu einem Gehöft.